# Raymonde ou l'Évasion verticale
 (novembre 2019).
Il peut être nécessaire de l'améliorer pour respecter le principe de neutralité de point de vue. Veuillez consulter la page de discussion pour plus de détails.

Pour plus de détails, voir Fiche technique et Distribution.
Raymonde ou l'évasion verticale est un film d'animation français de court métrage réalisé par Sarah Van Den Boom et sorti en 2018. C'est le premier film de la réalisatrice en technique d'animation stopmotion.

## Synopsis
Le film suit les tribulations d'une femme d'âge mur, à tête de chouette, qui se débat avec sa frustration sexuelle et sa sommaire éducation religieuse. Confrontée au rejet de la seule personne, le facteur, avec qui elle tentait d'avoir un semblant d’interaction, elle se tourne vers une nature qui semble finalement plus accueillante que la société des hommes.

## Fiche technique
- Titre : Raymonde ou l'évasion verticale
- Titre anglophone : Raymonde Or The Vertical Escape
- Durée : 16 minutes 35
- Réalisation : Sarah Van Den Boom
- Scénario : Sarah Van Den Boom
- Chef opérateur : Simon Filliot assisté de Quentin Lemouland
- Montage : Sarah Van Den Boom, Annie Jean
- Décors : Jean-Marc Ogier, Hugues Brière, Fabienne Collet, Martine Guérin, Marion Le Guillou, Sarah Van Den Boom, Elina Barbeau, Constance David, Jade Van Den Boom, Valentine Van Den Boom, Kristina Vorobyeva
- Marionnettes : David Roussel, Anna Deschamps, Sarah Van Den Boom, Kristina Vorobyeva
- Costumes : Jade Van Den Boom, Sarah Van Den Boom
- Animation Volume : Benjamin Botella, Gilles Coirier, Marion Le Guillou, Souad Wedell
- Animation 2D : Gilles Cuvelier, Thomas Machart
- Musique : Pierre Caillet
- Son : Yan Volsy, Daniel Gries, Mathieu Langlet, Sébastien Cabour
- Producteurs : Sarah Van Den Boom et Richard Van den Boom (Papy3D), Jean-François Bigot et Camille Raulo (JPL Films)

## Distribution
- Yolande Moreau : Raymonde

## Distinctions
Le film a été nommé en 2019 pour le César du meilleur court métrage d'animation,,.
Il a également remporté des prix majeurs à Leeds, Vila Do Conde, Brooklyn et Brisbane,,,. Il a également remporté le Prix France Télévisions du court-métrage 2019 remis au festival de Clermont-Ferrand.